# Département de Rawson (Chubut)
Pour les articles homonymes, voir Département de Rawson.
Le département de Rawson est une des 15 subdivisions de la province de Chubut, en Argentine. Il est situé en Patagonie, sur la côte atlantique. Le département a une superficie de 3 922 km2. Son chef-lieu est la ville de Rawson. Sa population était de 131 148 habitants, selon le recensement de 2010 (source : INDEC).

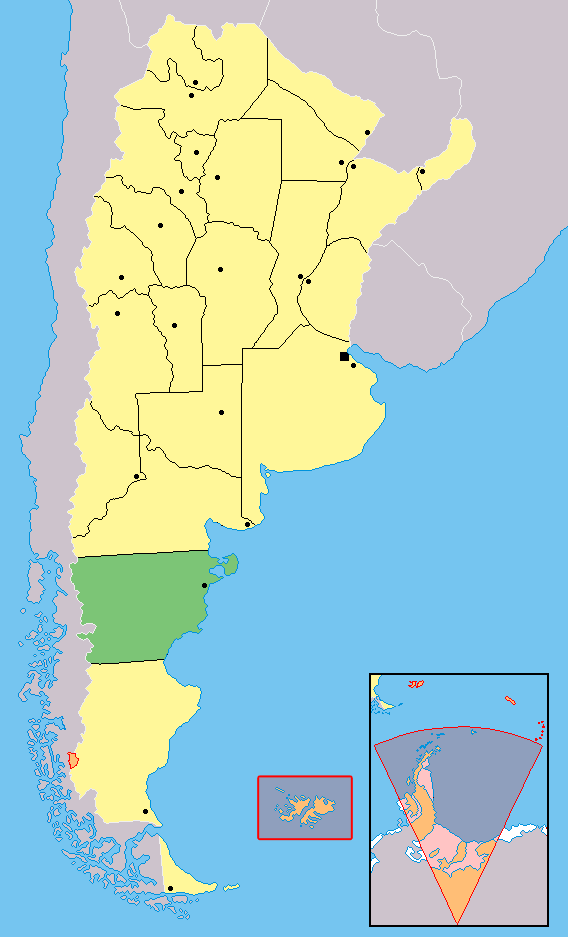
Localisation de la province de Chubut.

## Localités
La ville principale du département est Trelew.
Autres villes :
- Playa Unión
- Puerto Rawson
- Rawson
- Playa Magagna